# Gonyatopus
Gonyatopus is een geslacht van rechtvleugeligen uit de familie sabelsprinkhanen (Tettigoniidae). De wetenschappelijke naam van dit geslacht is voor het eerst geldig gepubliceerd in 1895 door Brunner von Wattenwyl.

## Soorten
Het geslacht Gonyatopus omvat de volgende soorten:
- Gonyatopus gemmiculus Hebard, 1922
- Gonyatopus inquinatus Brunner von Wattenwyl, 1895
- Gonyatopus integer Stål, 1877
- Gonyatopus lamellipes Beier, 1954
- Gonyatopus pilosus Brunner von Wattenwyl, 1895